# سیارک ۵۹۲۳
سیارک ۵۹۲۳ (به انگلیسی: 5923 Liedeke، نامگذاری:1992WC8) پنج هزار و نهصد و بیست و سومین سیارک کشف شده‌است که در ۲۶ نوامبر ۱۹۹۲ کشف شد.
قدر مطلق سیارک برابر ۱۲٫۶۰ است.